# Moringa ovalifolia
Moringa ovalifolia — вид суккулентных, коренастых деревьев, рода Моринга (Moringa), семейства Моринговые (Moringaceae), произрастающий в засушливых, пустынных и полупустынных районах Анголы и Намибии.

## Название
Видовой латинский эпитет ovalifolia указывает на овальную форму листочков.

## Описание
Moringa ovalifolia — прямостоячее листопадное дерево высотой до 7 м. Стебель имеет сочную, часто бутылковидную форму и диаметр до 1 м. Корни мясистые. Кора гладкая, окрашена от коричневого до серебристо-медного цвета и обладает зеленым блеском. Листья расположены очередно, длиной до 60 см, состоят из до 4 пар, в каждой из которых до 7 пар супротивных, овальных листочков, а также концевого листочка. Размер листочков может достигать 25 мм.
Цветки белые, собраны в разветвленные метелки. У каждого цветка 4-5 лепестков. За цветками следуют серо-коричневые треугольные стручки длиной до 400 мм, которые расщепляются по трем створкам, высвобождая крылатые семена.

Дерево обычно цветет с ноября по май, а плодоношение наблюдается с октября по май.

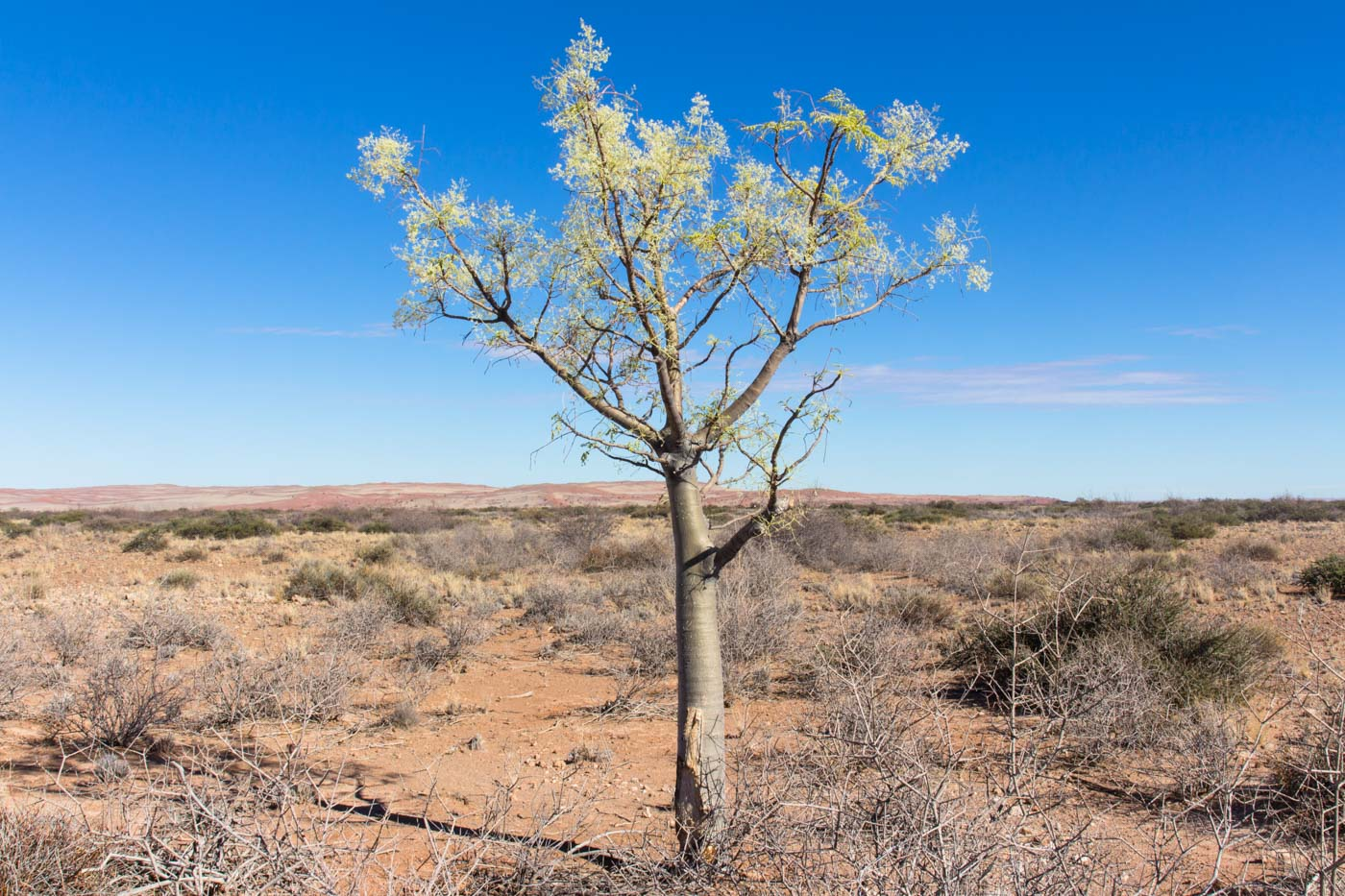
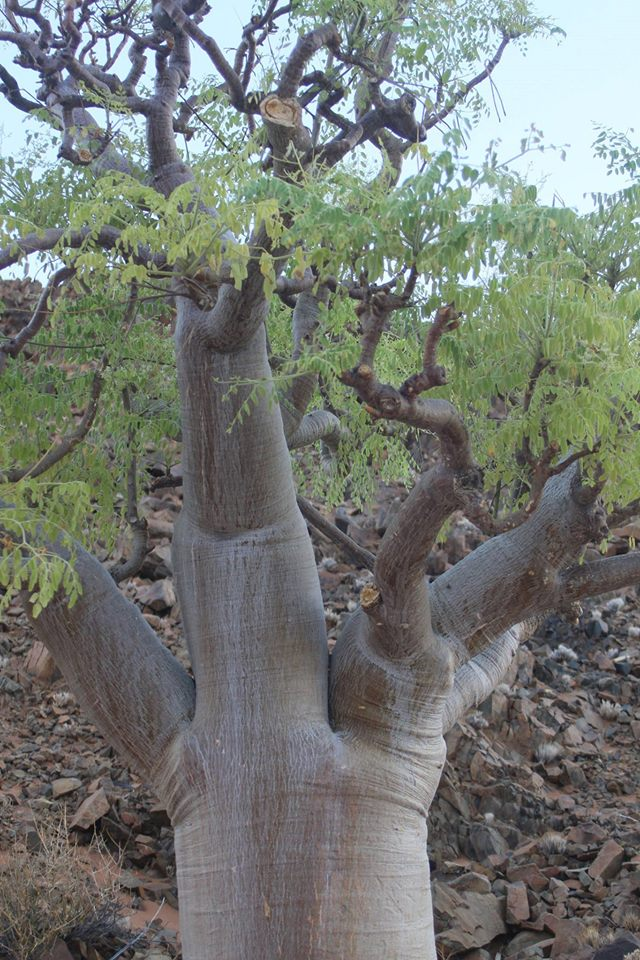
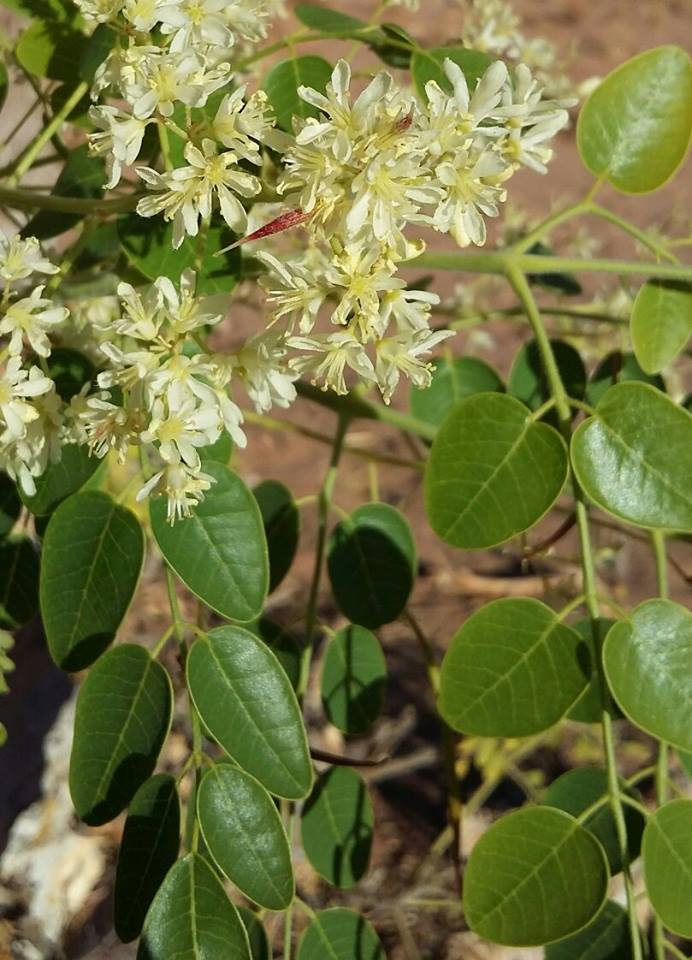
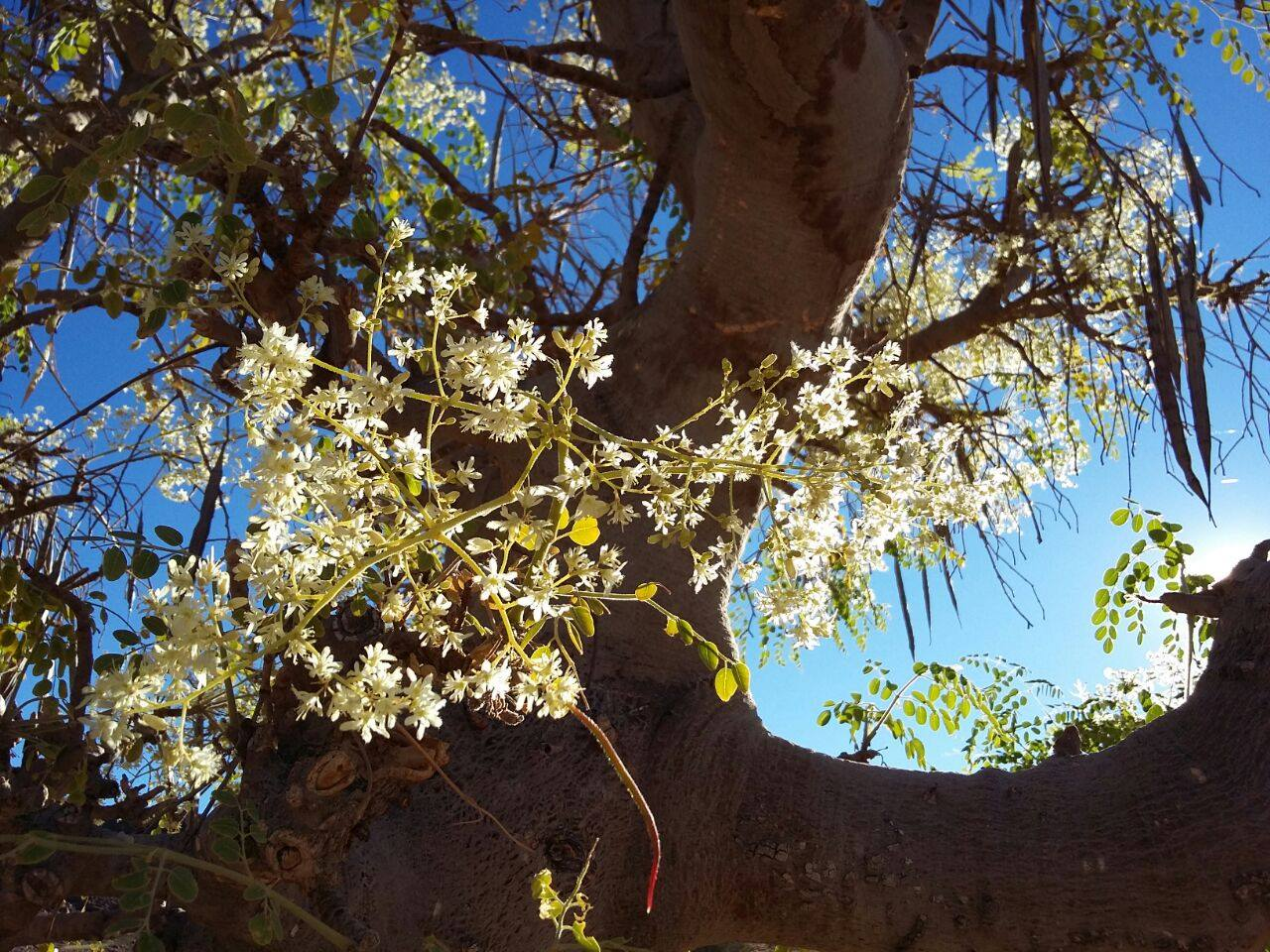

## Распространение и экология

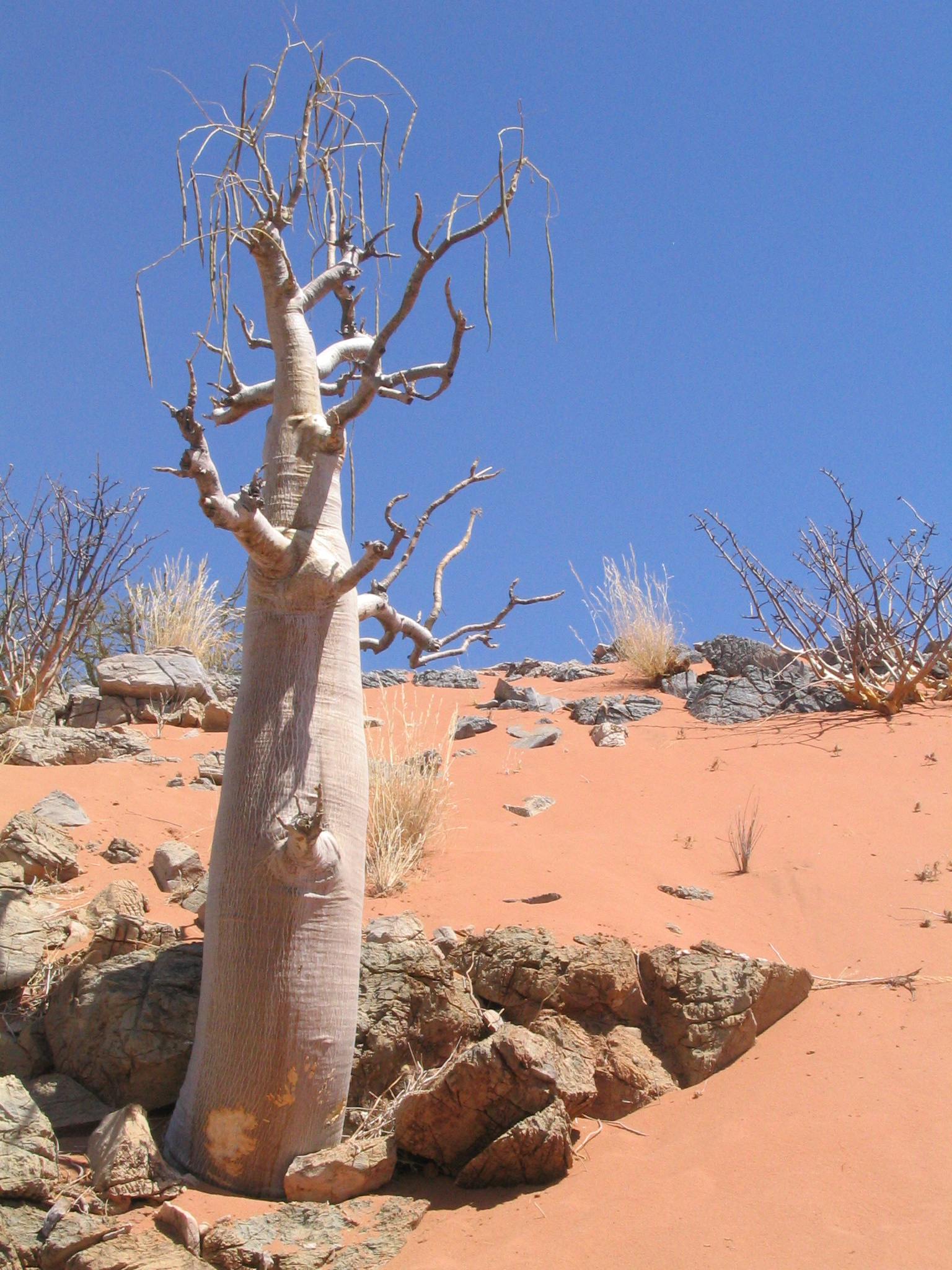
Мясистый ствол

Вид широко распространен в Намибии, начиная от обрывистых гор к северо-западу от Китмансхупа до Каоковельда на севере, а затем продолжая свое распространение на север в Анголу.
Экземпляры можно также увидеть у водопада Эпупа, где они сосуществуют с баобаб (Adansonia digitata), Commiphora virgata, Euphorbia subsalsa, Adenium oleifolium и Pachypodium lealii. Почва, на которой растет Moringa ovalifolia, обычно песчаная и богата гравием, может быть щелочной или иметь нейтральную до слабокислую реакцию.
Moringa ovalifolia адаптирована к суровым условиям субтропической жаркой пустыни Намиб. Ее сочный стебель служит резервуаром для хранения воды, а наличие питательных веществ помогает растению выжить в периоды засухи в зимние месяцы. Во время фазы покоя, которая приходится на зимний период, растение теряет листья. Серебристая окраска коры растения помогает отражать солнечные лучи, предотвращая его перегревание. Крылатые семена выпускаются летом и осенью, когда приходит наибольшее количество дождей, и разносятся ветром для дальнейшего распространения.

## Применение
Листья и стебли часто служат пищей для диких животных. Слон, жираф и спрингбок питаются плодами и листьями, в то время как слон и дикобраз потребляют мясистые стебли. Также сообщается, что местные коренные жители употребляют растение в пищу.

## Таксономия
Moringa ovalifolia Dinter & A.Berger, первое упоминание в K.Dinter, Neue Pfl. Südw.-Afr.: 45 (1914).

### Синонимы
Гетеротипные (основанные на разных номенклатурных типах):
- Moringa ovalifoliolata Engl. (1921)

## Выращивание

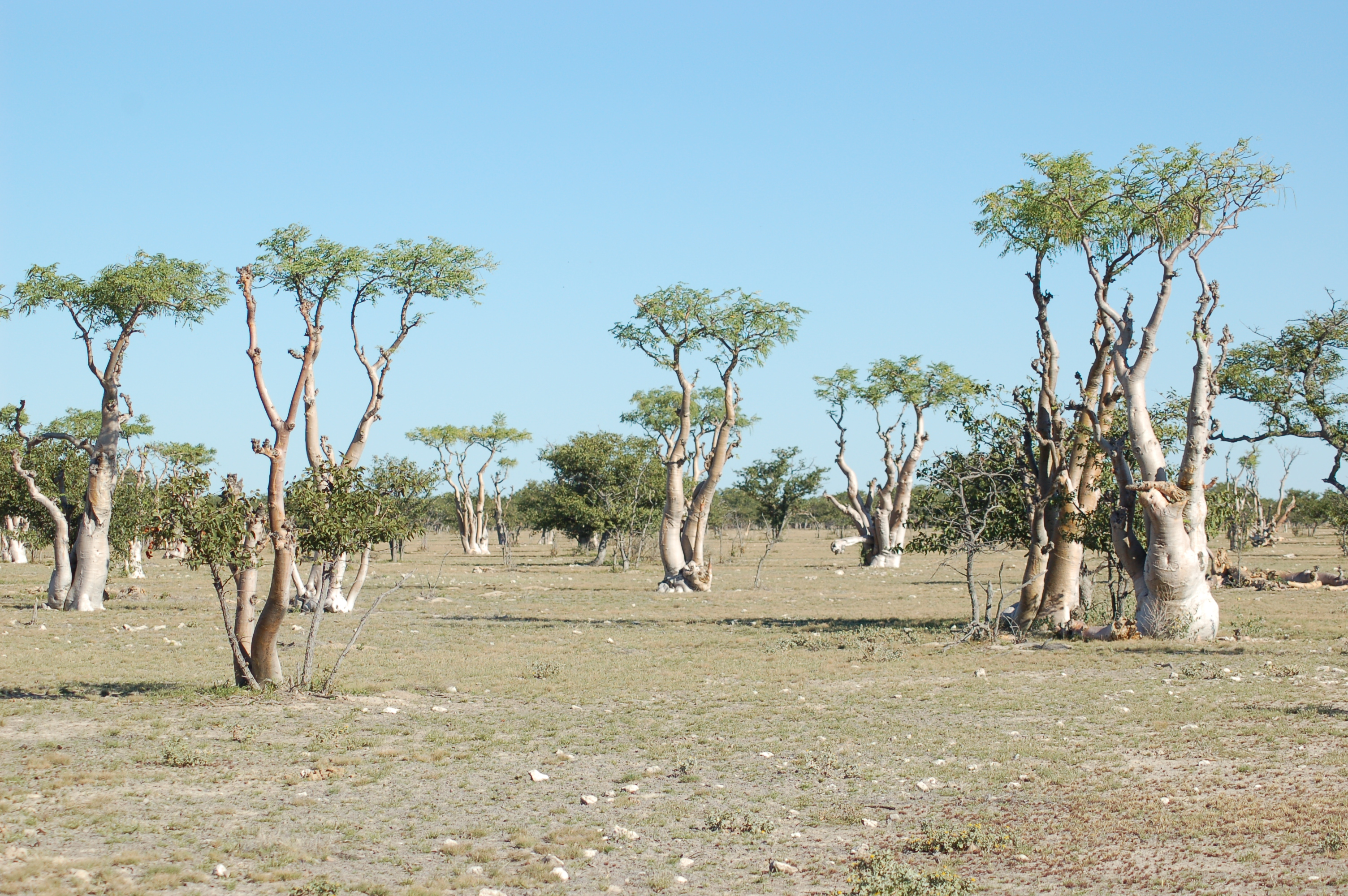
Популяция в Национальном парке Этоша

Moringa ovalifolia представляет собой декоративное дерево, которое имеет ценность в садоводстве. Оно наиболее подходит для теплых, сухих регионов, таких как кустарниковые или пустынные сады. Этот вид может быть высажен как отдельно, так и в группах. Рекомендуется выращивать на солнечном месте с хорошим дренажем. В Кирстенбошском ботаническом саду (ЮАР) существует консерватория, где выращивается молодое дерево, выращенное из семян.
Moringa ovalifolia легко размножается семенами в теплые летние месяцы. Рекомендуется предварительно обработать семена системным фунгицидом, чтобы предотвратить возникновение грибковых заболеваний. Семена следует посадить в песчаную смесь и слегка покрыть песком. Посевные семена быстро прорастают и сеянцы быстро развиваются. Как только они станут достаточно крупными, их следует пересадить в отдельные контейнеры. Молодые деревья хорошо растут, однако в зимний период им необходимо позволить высохнуть. Они не выдерживают морозов, поэтому в холодных регионах рекомендуется выращивать их в горшках в теплицах.

## Охранный статус
В Намибии дерево находится под законодательной защитой, предусмотренной законом об охране природы.